# Anju Bobby George
Anju Bobby Markose-George, indijska atletinja, * 19. april 1977, Changanassery, Indija.
Nastopila je na poletnih olimpijskih igrah v letih 2004 in 2008, leta 2004 je dosegla peto mesto v skoku v daljino. Na svetovnih prvenstvih je osvojila  bronasto medaljo v isti disciplini leta 2003, na azijskih prvenstvih zlato in srebrno medaljo, na igrah Skupnosti narodov pa bronasto medaljo leta 2002.